# Capitulation belge de 1940
La capitulation belge de 1940 s’est en fait déroulée en deux temps : la première capitulation est la cessation des combats par les forces armées belges le 28 mai 1940, sur ordre du roi Léopold III, à la suite de l'invasion de la Belgique par l'Allemagne nazie, pendant la Seconde Guerre mondiale.  Il y en eut une autre, le 18 juin, qui est celle du gouvernement Pierlot (voir infra). 
La reddition des armées belges a lieu seulement 18 jours après le début de l'invasion allemande, qualifiée de « campagne des 18 jours ». Elle était devenue inévitable à la suite du retrait soudain de l'armée britannique vers Dunkerque pendant la Bataille de la Lys et la perte de Bruxelles et d'Anvers. La capitulation belge suit la Percée de Sedan, le 10 mai, les victoires allemandes dans les Batailles de Stonne, de la Sambre, et d'Arras, la prise d'Abbeville le 20 mai et le début de l'évacuation de Dunkerque. Le gouvernement Pierlot IV part en exil tandis que Léopold III décide de rester en Belgique et se constitue prisonnier.
Les recherches des historiens sur les circonstances de la capitulation les ont conduits à analyser plusieurs aspects, tels que la « question royale » qui a surgi après le conflit autour de l'attitude de Léopold III, les défections de certaines divisions flamandes pendant les combats, les conséquences de la flamenpolitik sur le traitement des prisonniers de guerre, ou encore la perte de confiance du roi Léopold III envers l'allié britannique.

## Problème politique posés par cet événement
En mai 1940, l'issue de la bataille de la Lys - achevée par la capitulation - doit se comprendre en considérant que le problème était autant politique que militaire. Pour s'en rendre compte, il n'est pas besoin d'évoquer l'historien militaire du XIXe siècle Clausewitz qui liait les deux facteurs, car la situation militaire en mai 1940 et les événements politiques des années d'avant-guerre parlent d'eux-mêmes. 
Sur le plan militaire, la décision royale d'ordonner la reddition de l'armée belge résultait d'une constatation évidente : à l'issue de la percée de Sedan, de la campagne de France et de la campagne des 18 jours, il n'y avait plus aucune chance pour l'armée belge de continuer la guerre du fait du retrait soudain de l'armée britannique vers Dunkerque et de son réembarquement commencé le 26 mai. Cette retraite est un fait majeur des débuts de la Seconde Guerre mondiale. L'armée belge se trouvait découverte sur son flanc droit sans possibilité de combler le vide créé par l'abandon britannique et alors que la zone des combats était encombrée par 2 millions de réfugiés soumis aux bombardements allemands et à des atrocités, comme lors du massacre de la population de Vinkt (qui rééditait les exactions allemandes de 1914). Par ailleurs, le 27 mai, l'état-major belge estime être incapable de reprendre la percée allemande ouverte au milieu du front de la Lys, aux alentours de Deinze-Tielt. Dans l'esprit du roi, il fallait arrêter ce qui pouvait dégénérer en massacre, aucune mesure n'étant prise pour sauver au moins une partie de l'armée belge à Dunkerque. Les Belges étaient sacrifiés, comme a bien dû l'avouer l'attaché militaire britannique auprès du roi, l'amiral Sir Roger Keyes, ce que celui-ci reconnaît dans ses mémoires. 
Sur le plan politique, il faut savoir qu'une méfiance à l'égard du Royaume-Uni était née dans l'esprit du roi depuis l'occupation de la rive gauche du Rhin par l'Allemagne au mépris du traité de Versailles, et cela sans réaction des anciens alliés de 1914-18. Méfiance grandissante après l'accord de Munich qui sacrifiait la Tchécoslovaquie à l'annexionisme hitlérien, le premier ministre britannique Chamberlain renonçant, de concert avec le premier ministre français Daladier, à intervenir sur le continent. Tous deux choisissaient le déshonneur plutôt que la guerre selon les paroles de Churchill. La motivation politique de la méfiance royale était encore renforcée par un fait inconnu du public à l'époque, et encore largement ignoré depuis, c'est la tentative secrète de Chamberlain d'offrir à l'Allemagne un partage de l'Afrique au détriment du Congo belge, démarche restée secrète mais que le roi apprit par des renseignements confidentiels. Cela n'avait rien pour rassurer sur l'engagement britannique aux côtés de la Belgique. 
Et d'ailleurs, sur le plan militaire, il avait fallu constater que, lorsque le gouvernement de Londres s'était décidé à entrer en guerre, de concert avec la France, en septembre 1939, le monde entier avait pu constater l'impréparation britannique révélée par l'envoi de 2 divisions pour atteindre, petit à petit, le chiffre de 10 le 10 mai 1940, alors que la Belgique mettait en ligne 22 divisions dès octobre 1939. Aussi, rendu défaitiste par la politique d'avant-guerre de la Grande-Bretagne et constatant, le 28 mai 1940, que la Belgique était abandonnée, le roi crut qu'il adoptait une attitude digne en se voulant prisonnier des Allemands avec ses soldats, ceci afin, dit-il, de ne pas les abandonner. Il ne s'en attira pas moins les foudres du premier ministre britannique Winston Churchill qui avait lui-même donné l'ordre de rembarquement de l'armée britannique, mais feignait d'ignorer que c'était cette décision qui était la raison principale du défaitisme royal. Quant au président français Paul Reynaud, il avait lancé sa condamnation de la capitulation sans rien connaître des motivations profondes du roi et de la situation sur le terrain des combats. C'est que Reynaud n'était pas tenu au courant de la situation des armées du nord. Il avait d'ailleurs déjà dû reconnaître son ignorance des opérations militaires le 15 mai, lors d'une conférence avec Churchill et le général en chef Gamelin, lorsque celui-ci avait avoué qu'il n'y avait plus de réserves françaises pour contre attaquer. Cela, Reynaud en avait tout ignoré jusque-là. 
Comme le 28 mai, lorsqu'il crut que l'armée belge abandonnait ses alliés, alors que ce sont les Britanniques qui, en se préparant à rembarquer, abandonnaient le front de l'armée française du nord et de l'armée belge.
Quant au gouvernement belge, dirigé par le catholique Hubert Pierlot et comprenant notamment le socialiste Paul-Henri Spaak, il estimait de toute façon qu'il était nécessaire que le roi poursuive la lutte avec les alliés hors du territoire national. C'est ce que ce gouvernement décida de faire seul, au départ de la France, condamnant le 28 mai la capitulation « dont le roi Léopold avait pris l’initiative » et l’accusant de surcroît de vouloir « traiter avec l’ennemi » ce qui était alors contraire à la vérité. Cette résolution de combattre, confirmée par les parlementaires qui le 31 mai à Limoges flétrirent l’attitude du roi, ne dura que 21 jours. Le 18 juin en effet, réuni à Bordeaux après avoir entendu le discours défaitiste de Pétain, le gouvernement jetait l’éponge à son tour. Cette deuxième capitulation se fit discrètement et sans grands discours, mais Pierlot et ses ministres allaient s’installer à Vichy où ils allaient rester plus de deux mois, jusqu’au 23 août, durant lesquels ils allaient eux mêmes essayer de traiter avec l’ennemi (précisément ce qu’ils avaient reproché au roi), démobiliser et renvoyer chez eux les quelques 130.000 hommes disponibles en France (dont beaucoup resteront prisonniers jusqu’à la fin de la guerre). Le gouvernement Pierlot n’est donc pour rien dans le fait que la Belgique a pu continuer la guerre en regroupant des forces terrestres à Tenby (pays de Galles) sous la direction du général Victor van Strydonck de Burkel, et avec la participation de 28 pilotes belges dans la bataille d'Angleterre à partir du 15 août 1940. Le mérite en revient aux intéressés eux-mêmes (militaires et pilotes) et à l’ambassadeur de Belgique à Londres, Émile de Cartier de Marchienne, qui refusa dès le 20 juin toute idée de capitulation. Ensuite, ce fut le ministre des Colonies, Albert de Vleeschauwer, qui avait été autorisé à partir à Lisbonne et qui le 27 juin affirma son soutien à la cause britannique. Au départ, ce soutien n’était qu’économique, mais Cartier qui le fit venir à Londres le 4 juillet et rencontrer Churchill le 8, obtint de lui deux choses: il approuvait les mesures militaires prises (garder mobilisées les forces de Tenby et les pilotes) et il essayerait de faire aussi venir à Londres ses collègues. Ce fut d’abord Camille Gutt (Finances), ami de Cartier, qui arriva le 8 août. Pierlot et Spaak furent plus longs à se décider, ne quittant Vichy que le 23 mais se voyant retenus en Espagne pour finalement arriver à s’en extraire et n'arriver en Angleterre que deux mois plus tard, le 23 octobre. Ce fut le trio composé de Cartier, Gutt et De Vleeschauwer qui début septembre s’opposa farouchement aux « Instructions de Berne » (venues de Bruxelles et affirmant une neutralité belge) et qui mit définitivement la Belgique dans le camp des vainqueurs de la guerre. Pierlot et Spaak, à ce moment en Espagne n’y prirent aucune part. Ces évènements sont relatés en détail dans le livre de Patrice-Emmanuel Schmitz « Les cent jours de l’Ambassadeur » paru en mars 2025 (voir bibliographie).
La participation des pilotes belges fut suivie de la constitution de trois escadrilles et d'une nouvelle force terrestre et aussi grâce au Congo belge avec sa puissance économique et ses quelques forces militaires victorieuses plus tard contre les Italiens d'Abyssinie. Tout cela en se passant de l'avis du roi devenu incapable de régner puisqu'il était prisonnier, la Constitution nationale belge suspendant l'exercice du pouvoir royal lorsque le roi n'a plus la capacité d'exercer librement les devoirs de sa charge.
À la motivation politique fondée sur le comportement britannique passé et présent s'en ajoutait une autre fondée sur l'avenir : le roi entrevoyait une tragédie nationale représentée par une politique allemande de division de la Belgique en deux États distincts dont la crainte lui serait venue en constatant le renoncement au combat de plusieurs troupes flamandes. Ceci pouvait inciter l'ennemi à croire que le démantèlement du pays serait possible en encourageant le séparatisme de certains milieux flamands. Pour cette raison, le roi crut qu'il devait rester en Belgique, même sous occupation, pour empêcher par sa présence, que soit rééditée la division du pays opérée durant l'occupation allemande de la première guerre mondiale, alors, pourtant, que, de 1914 à 1918, l'armée belge n'avait pas cessé de combattre sous les ordres du roi Albert sur la portion de territoire national restée libre. Cela n'avait pas empêché les Allemands de diviser l'administration belge en chassant de Bruxelles vers Namur les fonctionnaires légitimes restés à leur poste pour défendre l'intérêt national, la Flandre et la Wallonie étant séparées en vue de tomber sous la coupe de l'empire allemand.  
De fait, dès avant la fin de 1940, réapparut la menace de la première guerre mondiale. L'occupant se mit à remplacer plusieurs hauts fonctionnaires belges par des Belges partisans du nazisme, pour finir par diviser le pays en 1944, en même temps qu'il déportait en Allemagne le roi et sa famille, tandis que la Flandre était destinée à être intégrée dans le Reich (ainsi que les Pays-Bas), la Wallonie devenant un territoire ("gau") annexe de l'Allemagne sous la direction du rexiste Léon Degrelle ,.   
En mai 1940 la défaite sur le continent pouvait-elle fortifier le camp britannique favorable à une paix de compromis avec l'Allemagne ? Il aurait fallu, pour cela, une défaite de Churchill devant le parlement de Londres. À la fin de mai, dans l'ambiance de la défaite, cette éventualité n'était pas à exclure. Ne pouvait-on craindre, dans ces conditions, à la résurgence du projet d'avant guerre par lequel le premier ministre britannique Chamberlain avait voulu offrir le Congo belge à Hitler dans l'espoir de tarir les ambitions impérialistes du dictateur ? Le roi pouvait le croire. Il savait que la proposition en avait été faite à Hitler le 3 mars 1938 par l'ambassadeur britannique Henderson. Le roi en avait très vite été alerté par le réseau de relations qu'il avait dans la noblesse britannique. Mais Hitler avait répondu qu'il valait mieux rendre à l'Allemagne son domaine colonial d'avant 1914 conquis par le Royaume-Uni (l'Est africain allemand) et la Belgique, le (Rwanda-Burundi), ce que le congrès de Versailles avait entériné en attribuant ces territoires aux vainqueurs. Dans ce cas, le Royaume-Uni aurait dû quitter l'Est africain dont la prise avait assuré à ses colonies une continuité territoriale du Cap au Caire. Cela, ni le gouvernement de Londres, ni l'opinion publique britannique ne l'auraient accepté. Aussi Chamberlain dut-il renoncer à un marchandage qui aurait réédité celui de Munich, en 1938, qui immolait la Tchécoslovaquie avec la complicité résignée de Daladier pour la France. Mais Hitler avait orienté sa stratégie avant tout vers la conquête d'un espace vital en Europe. De plus, en 1938, l'armée allemande n'avait heureusement pas les moyens logistiques d'envoyer une force militaire en Afrique. Sinon, qu'aurait pu faire la Belgique, avec la Force Publique du Congo telle qu'elle était en 1939 ? Et l'Allemagne aurait-elle envahi la Belgique pour imposer sa mainmise sur le Congo en vertu d'un traité léonin, alors que l'armée belge était encore plus faible qu'elle le serait en 1940 ? Dans ce cas, le Royaume-Uni aurait-il dénoncé la garantie donnée à la Belgique en 1936 de la défendre pour pouvoir, au contraire, l'attaquer de concert avec l'Allemagne dans le but d'imposer un traité en infraction avec le droit international ? Et qu'aurait fait la France en pleine réorganisation militaire devant un conflit éclatant à sa frontière nord alors qu'en 1936 elle avait, elle aussi, apporté sa garantie au maintien de l'indépendance de la Belgique et de l'intégralité de son territoire ? 
Sinistre perspective que cette politique britannique à la munichoise qui reniait, pour la première fois depuis 1830, plus d'un siècle de politique de soutien du gouvernement de Londres à l'indépendance belge. Cette politique qui conditionnait l'équilibre européen et qui, en 1914, avait entraîné la guerre de l'Empire britannique avec l'Empire allemand, en application du traité par lequel le Royaume-Uni garantissait la neutralité et l'indépendance de la Belgique. Indépendamment de ce que l'on peut penser, par ailleurs, de la politique générale de Léopold III, on peut admettre qu'il soit devenu méfiant, durant la campagne des dix-huit jours, quant au comportement d'un allié dont la duplicité lui avait été révélée par des voies officieuses, car le gouvernement de Londres n'avait évidemment jamais laissé entrevoir son projet de forfaiture. 
Pour revenir plus en détail sur les raisons militaires de la reddition, on doit relever l'absence du général en chef britannique, le général Gort, lors de la conférence d'Ypres à laquelle il avait été convié pour y rencontrer Léopold III et le nouveau général en chef français Weygand. Absence inexcusable s'agissant d'une rencontre destinée à mettre au point une contre-offensive alliée de la dernière chance. Absence lourde de sens donc quant aux intentions britanniques. On sait d'ailleurs que rien n'était prévu pour aider les Belges à sauver une partie de leurs troupes à Dunkerque. Cela est clairement démontré par l'attaché militaire britannique auprès du roi l'amiral Sir Roger Keyes dans son livre Un Règne Brisé paru en 1984 et 1985 au Royaume-Uni et en Belgique  Dans cet ouvrage en deux volumes très détaillés, l'auteur prend la défense de Léopold III qu'il considère comme sacrifié avec son armée et son peuple, citant cette phrase que lord Gort a prononcée devant lui et que l'on peut appeler une parole historique, les Belges nous considèrent-ils comme de vrais salauds ? Constatant le lâchage du commandant en chef britannique, Léopold III confie à l'attaché militaire britannique Keyes - comme celui-ci le relate dans ses mémoires - un message personnel à George VI qui sera remis à celui-ci par porteur. Le monarque britannique est le chef nominal des forces armées et le roi des Belges veut l'avertir loyalement que l'on ne pourra très bientôt plus compter sur l'armée belge abandonnée. De même, Léopold III prévient les Français en lançant des messages radios vers le général Blanchard qui commande l'armée française du nord et qui sont captés par les services d'écoute du colonel Thierry, comme le relate avec précision le colonel Remy dans son livre Le 18e jour  consacré au drame belge de mai 1940. 
Cependant, des soldats français de la 60e division de l'armée du nord combattaient aux côtés des Belges. Pour leur éviter d'être faits prisonniers du fait d'une reddition qui ne les concernaient pas, le général Van Overstraeten, conseiller militaire du roi, les fit transporter à Dunkerque par des camions belges.

### Les défections de certaines divisions flamandes, facteur à la fois politique et militaire
Malgré tout, pour que le roi veuille continuer la lutte malgré le lâchage britannique, il lui aurait fallu pouvoir compter sur l'armée belge tout entière. Malheureusement, dès les premiers jours de la bataille de la Lys, plusieurs régiments de troupes d'infanterie flamandes se battent avec un manque d'allant qui fait craindre des ruptures dans les secteurs qu'elles tiennent. On peut facilement distinguer les régiments flamands des régiments wallons, car l'armée avait été scindée linguistiquement en 1938. Plusieurs auteurs décrivent l'appartenance des unités et l'ordre de bataille des divisions de ligne engagées dans la bataille. Au début de la bataille de la Lys, après quatorze jours de guerre, l'armée belge compte encore 18 divisions de ligne, 20 si l'on y ajoute les deux DI de chasseurs ardennais, soit pas loin de 400 000 hommes, près des 2/3 de l'armée qui avait commencé la lutte le 10 mai. Six divisions étaient constituées de soldats de métier (numérotées de 1 à 6), six de première réserve (de 7 à 12), et six de deuxième réserve (de 13 à 18), une DI de chasseurs ardennais d'active (la 1re) et une de première réserve (la 2e). Soit 9 DI flamandes (les 1re, 2e, 4e, 9e, 11e, 12e, 13e, 14e, 16e), 6 DI wallonnes (les 3e, 5e, 8e, 10e, 15e, 17e), 2 DI mixtes (6e et 7e DI), auxquelles s'ajoutent les troupes wallonnes des deux DI ardennaises.

### La conception des historiens Jules Gérard-Libois, José Gotovitch et d'autres encore
Quant à la psychose qui s'était emparée du public, déjà à partir de septembre 1939, pendant la mobilisation et encore plus dès l'attaque allemande du 10 mai, répandant la suspicion d'une cinquième colonne d'espions à la solde de l'ennemi cachés au sein de la population ou de parachutistes allemands déguisés en prêtres ou en religieuses, on est revenu à ce sujet à une vision plus réaliste depuis les études de José Gotovitch et Jules Gérard-Libois en 1970. Ces auteurs se sont fondés sur les mémoires des principaux responsables militaires de la campagne des 18 jours et alors que d'autres précisions allaient encore être apportées plus tard, notamment par Francis Balace, Hervé Hasquin ou Philippe Destatte et le Commandant Hautclerc. Ces historiens écrivent; 
« Après la débâcle, la question de la défection des troupes fut aiguë dans l'opinion. Plus tard, le sort des armées françaises, la capitulation du maréchal Pétain et divers travaux comme ceux de L.De Jong ont eu comme conséquences de ramener à un niveau plus modeste l'importance de la capitulation belge dans l'ensemble des événements et l'impact du facteur représenté par la cinquième colonne sur le déroulement des opérations militaires en Belgique. Les historiens sont unanimes aujourd'hui à reconnaître que la percée de Sedan et la marche des blindés allemands vers le Pas-de-Calais ont constitué les facteurs décisifs dans les événements. »
 Ce n'est pas à l'armée belge qu'incombait d'empêcher l'encerclement, en territoire français, des armées du nord par la prise d'Abbeville que l'armée française n'avait pu défendre. Quant aux défections militaires, elles n'eurent pas, à elles seules, un rôle déterminant dans le déroulement des événements, mais elles en ont accéléré le mouvement, aggravé les psychoses collectives et alimenté les polémiques de 1945 à 1950 sur la question royale. 
Les historiens de cette période négligent les autres raisons de l'attitude du roi, notamment sa perte de confiance dans toute alliance britannique du fait du projet de marchandage du Congo Belge offert en secret par le Royaume-Uni à l'Allemagne en 1938, ce que Léopold III connaissait par des filières qu'il avait dans l'aristocratie britannique. On ne peut exclure que cela ait pu influencer, pour une part non négligeable, le choix royal de la reddition fondé sur la conviction (fondée ou non) que la Belgique, en 1940, ne pouvait plus compter sur le Royaume-Uni depuis longtemps... raisonnement encore renforcé par le défaussement du général en chef britannique absent à la conférence d'Ypres où il aurait dû rencontrer le roi et le général Weygand pour mettre au point un plan commun de contre attaque. Absence lourde de sens parce que, pour le roi, elle signifiait que, depuis le début la guerre, la politique de Londres était plus orientée vers la défense des îles britanniques que vers une réédition, sur le continent, de la résistance alliée de 1914 (finalement victorieuse après quatre ans). Quant à une assistance militaire française, elle était devenue impossible dès les 20/21 mai. Le général Weygand le reconnaîtra après la guerre quand il avouera que le général Blanchard commandant l'armée française du nord n'avait plus les moyens d'intervenir pour aider les Belges. 
Et il n'est pas secondaire de rappeler qu'un autre motif pouvait inciter Léopold III à en finir. Il s'agissait du sort des réfugiés. Dans la zone encore tenue par l'armée belge ils étaient 2 millions soumis aux conséquences directes des combats, bombardements de l'artillerie allemande et mitraillages de l'aviation sur les arrières de l'armée belge. En plus, le phénomène des violences sur la population villageoise réapparaissait, comme en 1914, lors du massacre de Vinkt et des environs, qui eut lieu le 25 mai 1940, où des soldats allemands exécutèrent des civils dans des conditions atroces. En plus, apparaissait la perspective de voir éclater des épidémies parmi les réfugiés qui vivaient, le plus souvent, à l'extérieur dans des conditions d'hygiène infectes. C'est ce qui explique que l'arrêt des combats consécutif à la reddition fut accueilli avec soulagement par la population auprès de laquelle le roi fut, à ce moment-là, très populaire.

### L'avis ultérieur de responsables militaires de 1940 et d'historiens plus récents
Les défections des troupes flamandes ont été très diverses. Voici comment les décrivent la plupart des autorités militaires de l'armée en 40 (Léopold III, Michiels, Van Overstraeten, l'histoire officielle de l'armée belge), et de nombreux historiens (Bernard, Hasquin, Destatte, Balace, Simon, Taghon). Dès le 13 mai, la 14e DI s'avéra inapte au combat. Le 23 mai, une grande partie de la 16e division d'infanterie (DI) se livra à l'ennemi à Gand). Le 24 mai la 13e DI qui, la veille, n'a pas pu contenir une attaque allemande sur le canal de Terneuzen (que la 11e DI repousse un peu plus tard) est jugée inutilisable en bataille. Le 25 mai au matin, à l'endroit du front tenu par la 4e DI, le 15e régiment de ligne se rendit aux Allemands, organisant même la pénétration des lignes de la DI par l'ennemi pour provoquer volontairement la déroute de toute la division. C'est la 1re division de chasseurs ardennais qui colmata la brèche ainsi créée. L'énergie de la riposte ardennaise qui fit 1 500 morts et blessés dans le 225e RI allemand est à l'origine du Massacre de Vinkt, qui a des analogies avec ceux des atrocités allemandes commises en 1914. Les unités de la 12e DI et de la 9e DI s'effilochèrent les jours suivants. Sur les 9 DI flamandes, six connurent des défaillances graves. Tous les auteurs opposent à cela le comportement courageux des régiments flamands d'artillerie et de cavalerie. Hervé Hasquin a montré que 51,3 % des soldats morts lors des opérations étaient domiciliés en Wallonie, 39,9 % en Flandre et 8,8 % à Bruxelles, alors que la population wallonne ne représentait alors qu'un peu plus d'un tiers de la population globale. Il est à noter que certains auteurs mettent en cause l'idée de la reddition de régiments entiers, comme l'indique le comte Capelle, secrétaire de Léopold III, dans ses Notes inédites. Jean Vanwelkenhuyzen pense que ce sont seulement des bataillons flamands qui ont fait défection et non des divisions entières. Ces désertions ont pesé certainement dans la décision du roi. Il voulait éviter que de tels agissements n'incitent les Allemands à généraliser l'image des Flamands sans patriotisme, ce qui pouvait encourager les chefs du Reich à reprendre la politique de division de la Belgique qu'ils avaient déjà entreprise pendant la première guerre mondiale.

### Un drame humain
Ces redditions flamandes ont donc joué un rôle psychologique important dans le climat qui a engendré la question royale. La littérature scientifique dédramatise les faits en soulignant les handicaps du recrutement (la 14e DI ou la 13e DI), des difficultés de la communication entre certains officiers et la troupe (comme à la 7e DI qui, pourtant, ne s'est pas rendue), etc. Mais c'est au travers de l'intrigue littéraire que l'impact de ces épisodes sur les populations est le mieux retranscrit, comme le fait l'écrivain wallon Xavier Hanotte dans son roman De secrètes injustices. Il parvient à y décrire cette tragédie wallo-flamande, en soulignant l'enjeu humain à travers la rencontre d'un chasseur ardennais, d'un sous-officier allemand et d'un paysan flamand. Ce dernier adresse quelques mots désespérés au soldat wallon (emmené comme prisonnier), juste avant de mourir fusillé en présence du sous-officier allemand écœuré et impuissant devant le massacre par ses compatriotes du groupe de civils dont le paysan fait partie, la revue Toudi en a fait le compte rendu.

### Conséquences militaires et politiques
Pour Raoul Van Overstraeten, qui vivait les événements comme général et conseiller militaire de Léopold III, et pour Francis Balace, historien, ces défections d'unités flamandes ont joué un rôle dans la décision du roi de capituler. Il était effrayé à l'idée que ces différences de comportements dans son armée (outre l'affaiblissement militaire qu'elles provoquaient), n'incitent les Allemands à la même politique de séparatisme en Belgique qu'en 1914-1918 : Ce qui est également important dans la pensée du Roi (...) c’est de ne pas permettre à l’ennemi de tirer argument des défections de certaines unités - On aura compris qu’il s’agissait de certains bataillons de régiments flamands - pour mener une politique favorisant le séparatisme et niant le fait belge.  Le commandant Hautclerc estime que les défections sont provoquées par la propagande du VNV qui exploite les mauvaises conditions sociales des soldats (mais cette situation concernait aussi bien les wallons que les flamands). D'autres explications sont proposées : la mémoire des atrocités allemandes de la première guerre mondiale, plus vive en Wallonie qu'en Flandre, et le sentiment d'injustice linguistique ressenti par les Flamands durant la Première guerre mondiale.

## La Flamenpolitik allemande et les prisonniers de guerre
Le sort des militaires belges ne fut pas certain dès la capitulation, les Allemands ne sachant pas encore ce qu'ils allaient faire d'eux. Ils choisirent de les garder captifs et à partir de la fin mai 225 000 furent transportés en Allemagne, en train ou en bateau. Les officiers furent internés dans les Oflags (Offizierslager), principalement à Prenzlau, Tibor et Luckenwalde. Les autres militaires furent envoyés dans les stalags (Soldatenlager).

### Origines de cette politique
Dans le cadre de la Flamenpolitik, Adolf Hitler libéra les miliciens, sous-officiers et officiers de réserve flamands. Même si de nombreux militaires francophones, dont pratiquement tous les Bruxellois ainsi que les soldats habitants de la région d'Arlon, réussirent à passer les tests linguistiques (ou furent libérés d'office), et reçurent le Entlassungsschein leur permettant de regagner leurs foyers, la plupart des simples soldats et des sous-officiers ne parlant pas de langue germanique restèrent captifs jusqu'à la fin de la guerre. Mais 25 000 soldats et sous officiers néerlandophones restèrent prisonniers avec 70 000 prisonniers wallons. Dans cet effectif, 67 634 prisonniers étaient domiciliés en Belgique à la veille de la guerre et recensés par l'OTAD en décembre 1944, 90,2 % l'étaient dans les provinces wallonnes, 5,1 % à Bruxelles, 3,5 % en Flandre (essentiellement les cadres de l'armée de métier), ainsi que 1,2 % de Français domiciliés en Belgique en mai 1940. Les autres étaient revenus de l'étranger et du Congo Belge à partir de septembre 1940. Cette discrimination anti francophone, ressentie comme vexatoire, avait pour but d'exacerber les problèmes communautaires belges en favorisant les habitants du Nord du pays afin de faciliter la germanisation et l'aryanisation de la Belgique. Le taux de prisonniers par mille habitants était de 20 en moyenne en Wallonie, de 0,5 en Flandre et de 3 à Bruxelles La volonté allemande de viser les Wallons était claire : le professeur Willy Bal a même écrit de manière provocatrice dès 1940, Hitler reconnaissait l'identité wallonne. Le docteur Gebhardt, général SS et médecin personnel d'Hitler déclara au conseiller militaire du roi, le 4 juin 1940 : Le problème des prisonniers est complexe; car il sera résolu dans le sens de la race. Les soldats flamands seront libérés; les soldats wallons resteront en captivité. Il faut s'y résigner. S'il n'y avait eu que des Flamands dans l'armée, nous serions entrés en Belgique sans tirer un coup de fusil. La Flandre avait perdu le souvenir de la guerre de 1914-1918. Au contraire, les Wallons l'avaient gardé vivace. Certains monuments, certaines commémorations le proclament.... Gebhardt faisait allusion surtout aux monuments rappelant les atrocités allemandes, notamment celui de Dinant.

### N'accorder aucun avantage aux Wallons
Le 14 juillet 1940, l'OKH, le grand état-major allemand faisait connaître les instructions d'Hitler : « Le Führer n'a pas encore pris de décisions définitives au sujet de l'avenir de l'État belge. Il désire en attendant que l'on favorise de toutes les manières possibles les Flamands, y compris par le retour des prisonniers de guerre flamands dans leurs foyers. Aux Wallons, il ne faut accorder aucun avantage… ». Le 10 avril 1940, Hitler avait donné des ordres pour séparer Flamands et Wallons : les hommes habitant Bruxelles, « quel que soit leur régiment, doivent être considérés comme Flamands s'ils sont de langue flamande… ». Le 20 mai, le Völkischer Beobachter signale que les habitants d'Anvers ne manifestent « aucune trace de haine contre l'Allemagne ». Le 23 mai, l'OKH ordonne de ne pas bombarder les grandes villes flamandes. Bien plus, William L. Shirer, dans The Rise and Fall of the Third Reich, sur la base des souvenirs du général allemand Halder, estime que l'ordre donné aux blindés allemands le 25 mai de ne pas remonter vers Dunkerque, même s'il avait des raisons militaires, pouvait avoir des raisons politiques : « Hitler ne voulait pas que la bataille finale décisive, qui inévitablement causerait de grands dommages à la population, se déroule sur un territoire habité par le peuple flamand… ». Et Jean Stengers estime que la principale raison de la préférence hitlérienne à l'égard des Flamands était bien d'ordre idéologique, c'est-à-dire ici ethnique ou raciste. L'historien Philippe Destatte cite d'ailleurs l'ordre du général von Brauchitsch du 22 mai (selon Henri Bernard) d'épargner les villes flamandes. D'autre part, la résolution au combat des régiments wallons « va renforcer – voire déterminer – l'attitude différente que Hitler va adopter à l'égard des Flamands et des Wallons » ,

## Une des origines de la Question royale
Le sentiment de cette injustice chez bien des Wallons allait faire grandir un ressentiment qui se tourna contre le roi, bien que, même parmi les opposants à la monarchie, il n'y eut personne de sérieux pour prêter à Léopold III une complaisance à ce sujet. Mais la connaissance des défections dans les troupes flamandes face à l'ennemi fortifia, durant les années d'occupation, l'opposition à la politique d'accommodement que l'on prêtait à Léopold III dans certains milieux, notamment chez les wallingant, opposition qui a existé aussi en Flandre. Le plus grand engagement des Wallons dans la Résistance (sept fois plus de sabotages en Wallonie qu'en Flandre durant la guerre) fit grandir durant les années d'occupation un malaise de plus en plus grave qui allait s'exprimer dès la Libération et puis, très brutalement, quand le Roi Léopold III revint le 22 juillet 1950 en Belgique après en avoir été tenu écarté cinq ans après la Libération. C'était le résultat d'un référendum. Mais des troubles éclatèrent au lendemain du 22 juillet. C'était l'aboutissement de la question royale et le début d'un affrontement dont la mémoire des événements de la Lys (évoquée le 20 octobre 1945 au Congrès national wallon) expliquent en partie l'âpreté.